# Gustavo Soares
Gustavo Filadelfo Soares, mais conhecido como Gustavo Soares (Belo Horizonte, 21 de maio de 1977) é um compositor, produtor musical, arranjador e tecladista brasileiro, mais conhecido por ser músico e produtor de Nívea Soares, sua esposa.
Responsável pela produção dos discos de Nívea, Gustavo também foi produtor e músico convidado em vários discos de outros artistas do segmento religioso. Foi instrumentista do Diante do Trono nos primeiros álbuns, como tecladista em Preciso de Ti (2001), produtor musical em Quero me Apaixonar (2003) e técnico de mixagem. Atuou como dublador na série Crianças Diante do Trono. Foi instrumentista também de discos de outros artistas, como Antônio Cirilo, David Quinlan, Chris Durán, Livres para Adorar, entre outros.
Gustavo foi indicado várias vezes no Troféu Talento: Como arranjador na música "Nos Braços do Pai" em 2003; como arranjador na música "Esperança" em 2005; como produtor musical do álbum Enche-me de Ti em 2006 e como produtor musical do álbum Rio em 2008.

## Discografia
Com Nívea Soares
Com o Diante do Trono
- 1999: Exaltado
- 2000: Águas Purificadoras
- 2001: Preciso de Ti
- 2001: Brasil Diante do Trono 1
- 2002: Nos Braços do Pai
- 2003: Quero me Apaixonar
- 2004: Esperança
- 2006: Por Amor de Ti, Oh Brasil
- 2007: Príncipe da Paz

Como produtor musical e/ou músico convidado
- 2002: Poderoso Deus - Santa Geração (teclado)
- 2002: Quem se Importa - Clamor pelas Nações (produção musical e teclado)
- 2003: Coração em Arrependimento - Santa Geração (teclado)
- 2003: Abraça-me - David Quinlan (produção musical e teclado)
- 2003: Cetro de Justiça - Santa Geração (mixagem)
- 2004: Quem se Importa 2 - Filho Pródigo - Clamor pelas Nações (produção musical e teclado)
- 2004: Rasgue os Céus e Desce - Santa Geração (teclado)
- 2005: Livres para Adorar - Livres para Adorar (produção musical e teclado)
- 2005: Renúncia - Chris Durán (produção musical, arranjos, teclados e samplers)
- 2006: A Mensagem - Livres para Adorar (produção musical e teclado)
- 2006: Quem Se Importa 3 - Liberdade - Clamor pelas Nações (produção musical e teclado)
- 2007: Quem se Importa 4 - Meu Desejo é… - Clamor pelas Nações (mixagem e masterização)
- 2007: Samuel, o Menino que Ouviu Deus - Crianças Diante do Trono (teclado e arranjos)
- 2008: Digno - Global Worship - Vários artistas (produção musical)
- 2011: De Volta pra Casa - Judson Oliveira (produção musical)
- 2012: Revolução - It's OK (mixagem)